# Sharia4Belgium
Sharia4Belgium  est une organisation djihadiste takfiriste belge, active de 2010 à 2012, qui dénonçait la démocratie et appelait à réformer la Belgique en un État islamique (califat) régulé selon la charia. 
Fouad Belkacem alias Abu Imran, dirigeant de l'organisation, a engendré la controverse en raison de ses opinions extrémistes sur le rôle de l'islam dans la société belge et de ses incitations à la haine à l'égard des Kouffars (les mécréants).

## Historique
Sharia4Belgium, fondée le 3 mars 2010 à Anvers lors des élections législatives, est la branche belge du mouvement takfiriste international Sharia4 « fondé en Grande-Bretagne en 2008 par les prédicateurs Omar Bakri et Anjem Choudary. Ces membres sont des « soutiens de la lutte armée et d'Al-Qaida » ».
Le 7 octobre 2012, Sharia4Belgium a annoncé sur son site internet que leur organisation avait été dissoute. Selon la journaliste Mathilde Carton, « ses membres continuent d'agir en sous-main, à l'instar de Jean-Louis Denis ». Pour le journaliste Jean-Pierre Stroobants, l’organisation « Way of Life »a pris la succession.

## Activités
Les activités sont planifiées depuis un appartement d'Anvers qui sert de quartier général à Sharia4Belgium. Cinq sessions idéologiques ou physiques y sont organisées chaque semaine. La participation aux réunions, qui comprennent également des entraînements au combat, sont obligatoire pour les membres sous peine de sanctions. Sharia4Belgium se concentre sur cinq activités :
- Diffusion de l'idéologie via internet et les réseaux sociaux
- Recrutement de jeunes musulmans via des prêches de rue
- Endoctrinement lors d'entraînements idéologiques et physiques
- Actions violentes en Belgique
- Lutte armée en Syrie

## Controverses
Fouad Belkacem s'est exprimé à plusieurs reprises de façon controversée. 
Il a ainsi prêché la peine de mort pour les personnes homosexuelles et a déclaré avoir prié pour Oussama ben Laden. 
En 2010, Sharia4Belgium a perturbé une conférence de Benno Barnard de l'Université d'Anvers. 
Au début du mois d'avril 2010, la ministre de l'Intérieur belge Annemie Turtelboom a ordonné un suivi permanent du site internet de l'organisation,; le site a ensuite été mis hors ligne par le fournisseur d'accès. 
En 2011, l'organisation a qualifié la mort de la politicienne du Vlaams Belang Marie-Rose Morel d'une punition d'Allah. Aussi, Bart De Wever, Filip Dewinter et Geert Wilders devraient selon sharia4Belgium s'attendre à des conséquences  s'ils ne se repentent pas. Le ministre de la défense Pieter De Crem a été menacé de mort sur Internet en raison de la participation belge à l'Opération Odyssey Dawn en Libye.
La Global Sharia Conference, organisée par le mouvement radical takfiriste, a invité Belkacem en 2012; le Parti pour la liberté (parti d'extrême droite néerlandais) a demandé aux ministres néerlandais Ivo Opstelten et Gerd Leers de traiter Belkacem comme persona non grata.
L'Exécutif des musulmans de Belgique a pris ses distances par rapport aux déclarations de Belkacem et ne considère pas que Sharia4Belgium est représentative des musulmans belges.

## Justice
Bien que Sharia4Belgium ait été appelé à comparaitre devant le Tribunal de première instance pour incitation à la haine, ni l'organisation ni ses membres n'ont été condamnés à l'exception de Belkacem qui a un casier judiciaire pour vol et rébellion, il a été condamné en 2002, 2004 et 2007. Belkacem a été condamné au Maroc pour trafic de stupéfiants,. Le Maroc demande son extradition pour trafic de drogue. En 2012, Fouad Belkacem (alias Abu Imran) a de nouveau été condamné à Anvers à deux ans de prison pour incitation à la haine et la violence envers les non-musulmans,. 
Belkacem a été arrêté dans la matinée du 7 juin 2012,.

### 2013
En avril 2013, certains membres de l'organisation font l'objet de poursuites judiciaires. Ils sont soupçonnés de recruter des combattants pour la guerre civile syrienne. Ils ont « rejoint le front Jabhat al-Nosra (émanation d’Al-Qaïda) ou le Majlis Shura Al Mujahidin (qui a depuis rallié l’État islamique) » et font partie des brigades radicales qui sont régulièrement accusées de crimes de guerre (tortures et décapitations). 

### Procès de 2014 pour terrorisme
Le 29 septembre 2014, s'ouvre à Anvers sous haute sécurité le procès de 46 membres de Sharia4Belgium suspecté d'être le plus gros fournisseur de djihadistes pour le front syrien. Les autorités belges estiment que « sur les trois cents à quatre cents Belges partis faire la guerre sainte, dix pour cent étaient membres ou gravitaient autour de Sharia4Belgium ». Fouad Belkacem, placé en détention provisoire depuis avril 2013, est accusé de diriger l'« organisation terroriste », et encourt avec quinze autres membres du groupe jusqu'à vingt ans de prison.

### 2015
Lors du procès, l'organisation Sharia4belgium est reconnue comme un groupe terroriste.
Le 10 février 2015,  Fouad Belkacem est condamné à 12 ans de prison et 30 000 € d'amende pour avoir fondé une organisation terroriste prônant le djihadisme takfiriste. La justice considère qu'ils avaient « recruté des jeunes gens pour le djihad armé et qu’ils étaient en grande partie responsables de leur radicalisation et de leur départ en Syrie ». 

### 2016
La peine est confirmée par la cour d’appel d’Anvers le 27 janvier 2016. Le 10 février 2016, John Maes, l'avocat de Fouad Belkacem, annonce que ce dernier (ainsi que Mohammed E.Y) va se pourvoir en cassation pour violations du droit humanitaire international.
La cour de cassation a rejeté le pourvoi le 16 mai 2016,.

### 2017
Après son retour blessé de Syrie, Hakim Elouassaki (un membre de l'organisation) est condamné en Belgique à vingt-huit années de détention. Cinq coaccusés, anciens membres du groupe Sharia4Belgium, ont été relaxés.

### 2018
À la demande du Parquet général, qui considère qu'il « représente une menace permanente pour la sécurité publique et a sérieusement manqué à ses obligations de citoyen belge », la Cour d'appel d'Anvers déchoit Fouad Belkacem de la nationalité belge le 20 octobre 2018,. Dès l'annonce de l'arrêt le secrétaire d’État à l’Asile et la Migration Theo Francken fait part de son intention de hâter la procédure d'expulsion de Belkacem vers le Maroc, pays dont il conserve la nationalité.